# Stefan Anderson (författare)
Stefan Andersson, född den 2 april 1955 i Norrköping, är en svensk författare och föreläsare som skriver under författarnamnet Oddis S. Andersson. 
I maj 2018 släppte han sin debutbok, spänningsromanen Hild som utspelar sig i Norrköping. Boken kan ses som ett inlägg i debatten om det svenska rättssamhällets förmåga att förse sina invånare med nödvändigt skydd och säkerhet. Den 31 mars 2019 gick Stefan Andersson i pension som kriminalkommissarie efter att ha tjänstgjort som polis i 42 år.
Under våren 2021 gav Stefan Andersson ut Operation Valkyria som är den andra boken om organisationen Hild och dess ledare Lorne Lycke.